# WrestleMania 37
Cet article concerne l'édition 2021 de l'événement WrestleMania. Pour toutes les autres éditions, voir WrestleMania.
La 37e édition de WrestleMania (chronologiquement connue comme WrestleMania XXXVII) est un Premium Live Event de catch (lutte professionnelle) produit par la World Wrestling Entertainment, une fédération de catch américaine qui est télédiffusée et visible en paiement à la séance et sur le WWE Network. L'événement a eu lieu les 10 et 11 avril 2021 au Raymond James Stadium à Tampa. Il s'agit de la trente-septième édition de WrestleMania, qui fait partie avec le Royal Rumble, SummerSlam et les Survivor Series du « Big Four » à savoir « les Quatre Grands », les quatre plus grands événements que produit la compagnie chaque année. C'est la première fois que le PLE se tient en deux soirées.

## Choix du lieu

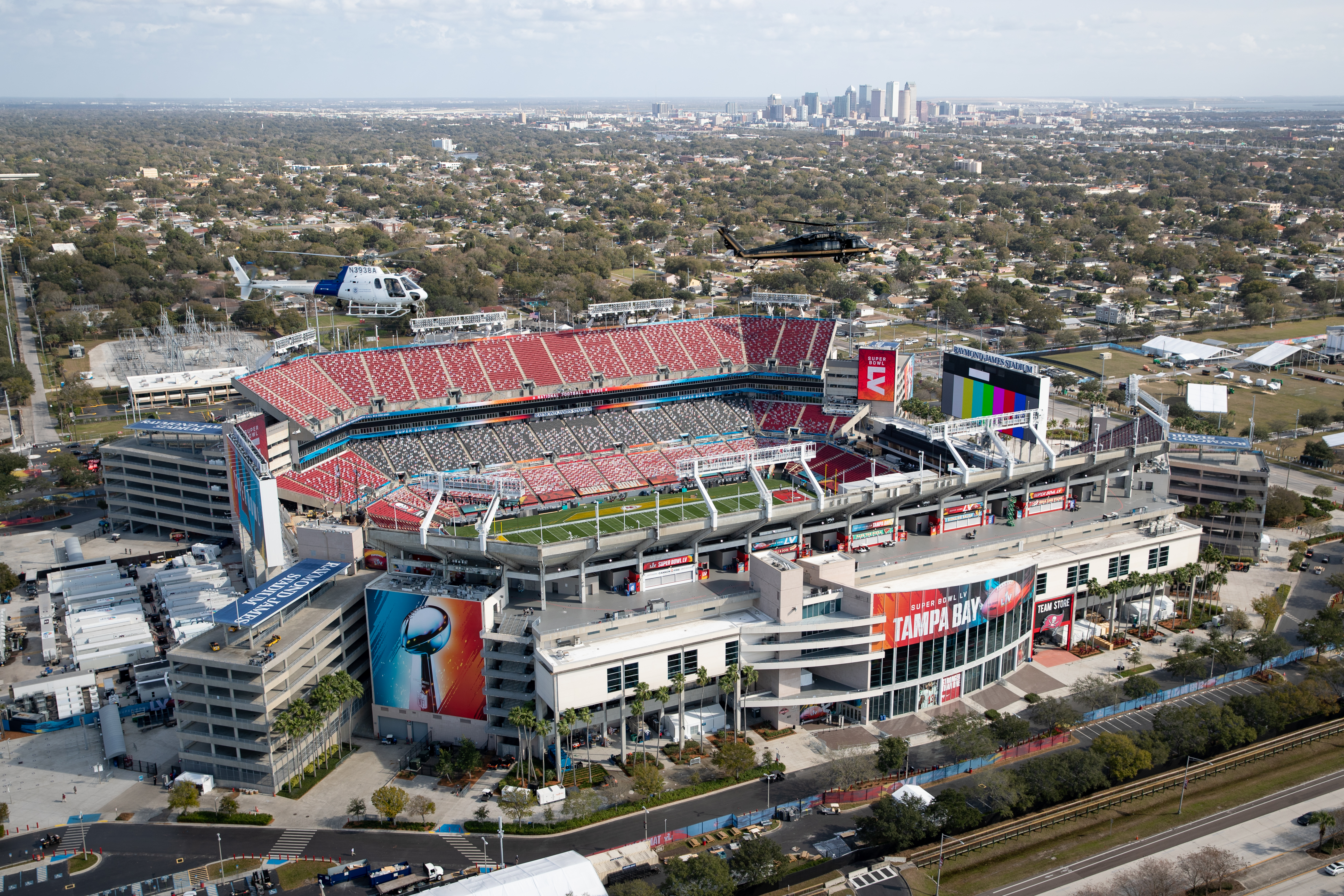
Vue du Stade de Raymond James, le stade qui a accueilli WrestleMania 37.

En raison de la pandémie de COVID-19, la WWE a suspendu ses shows à travers le pays à la mi-mars 2020 et a transféré ses émissions hebdomadaires Raw et SmackDown, ainsi que les pay-per-views, dans leur centre de formation à Orlando en Floride, sans public et seulement le personnel essentiel devait être présent. Cela comprenait WrestleMania 36, qui était le premier pay-per-view à être touché par la pandémie. NXT a continué à être diffusé depuis l'Université Full Sail à Winter Park, en Floride, mais avec des limitations similaires. À la fin du mois d'août, la WWE a déplacé sa programmation pour Raw et SmackDown au Centre Amway d'Orlando, en utilisant une nouvelle production d'arène appelée "WWE ThunderDome" pour afficher un public virtuel sur des écrans LED autour du ring, mais toujours sans spectateurs extérieurs. En octobre, NXT a déménagé au Performance Center dans une configuration similaire baptisée "Capitol Wrestling Center" (qui comprend un petit public en direct), tandis qu'en décembre, le ThunderDome a déménagé au Tropicana Field à Saint-Petersburg, dans la région de l'Aire urbaine de la baie de Tampa en Floride.
Le 16 janvier 2021, la WWE a officiellement annoncé que WrestleMania 37 aurait lieu au Stade Raymond James de Tampa, et comme WrestleMania 36, ce sera un événement de deux nuits, qui se tiendra les 10 et 11 avril 2021. La WWE a également confirmé que le Stade SoFi (qui devait accueillir Wrestlemania cette année) accueillera WrestleMania 39 en 2023 alors que WrestleMania 38 sera prévu au Stade AT&T à Arlington au Texas en 2022.

## Contexte
Les spectacles de la World Wrestling Entertainment (WWE) sont constitués de matchs aux résultats prédéterminés par les scénaristes de la WWE. Ces rencontres sont justifiées par des storylines – une rivalité avec un catcheur, la plupart du temps – ou par des qualifications survenues dans les shows de la WWE telles que Raw et SmackDown. Tous les catcheurs possèdent une gimmick, c'est-à-dire qu'ils incarnent un personnage gentil (Face) ou méchant (Heel), qui évolue au fil des rencontres. Un événement comme WrestleMania est donc un événement tournant pour les différentes storylines en cours,.

### Roman Reigns (c) contre Edge contre Daniel Bryan

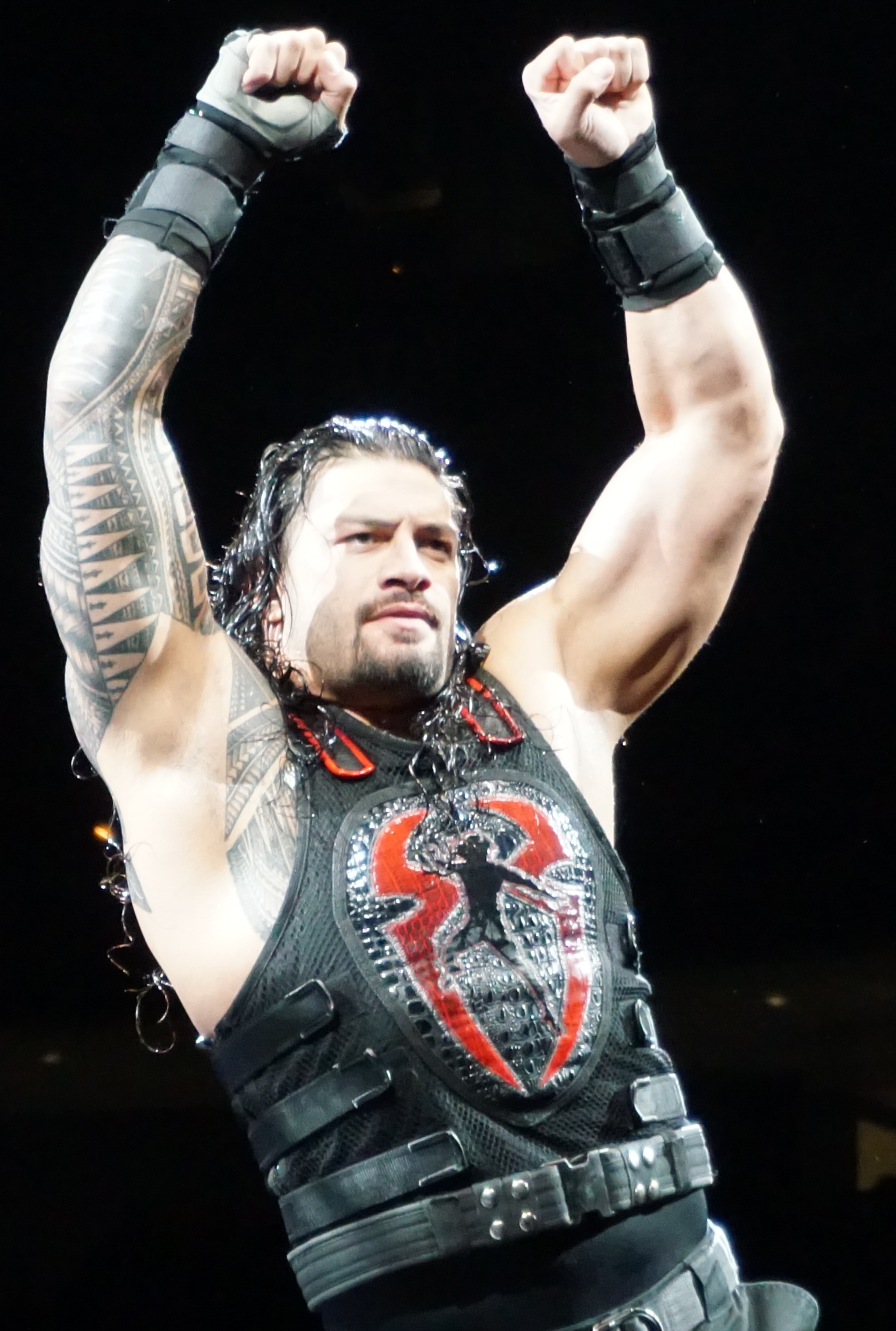
Roman Reigns défend le Championnat Universel de la WWE face à Edge et Daniel Bryan.

Le 31 janvier au Royal Rumble, Edge remporte, pour la second fois de sa carrière, le 30-Men Royal Rumble match. Le 21 février à Elimination Chamber, Daniel Bryan remporte le SmackDown's Men's Elimination Chamber match pour devenir aspirant no 1 au titre Universel, mais Roman Reigns conserve ensuite son titre en le battant. Après le combat, The Rated-R Superstar attaque le Samoan et le choisit officiellement comme adversaire, car il pointe le logo du PLE avec le doigt. Le 21 mars à Fastlane, Roman Reigns conserve son titre en rebattant Daniel Bryan. Edge, Special Enforcer du combat, effectue un Tweener Turn, car il attaque les deux catcheurs avec une chaise et abandonne son poste. Cinq soirs plus tard à SmackDown, Adam Pearce, le GM de la compagnie, décide d'organiser un Triple Threat match entre les trois hommes pour la ceinture sur la plus grande scène du monde.

### Bobby Lashley (c) contre Drew McIntyre

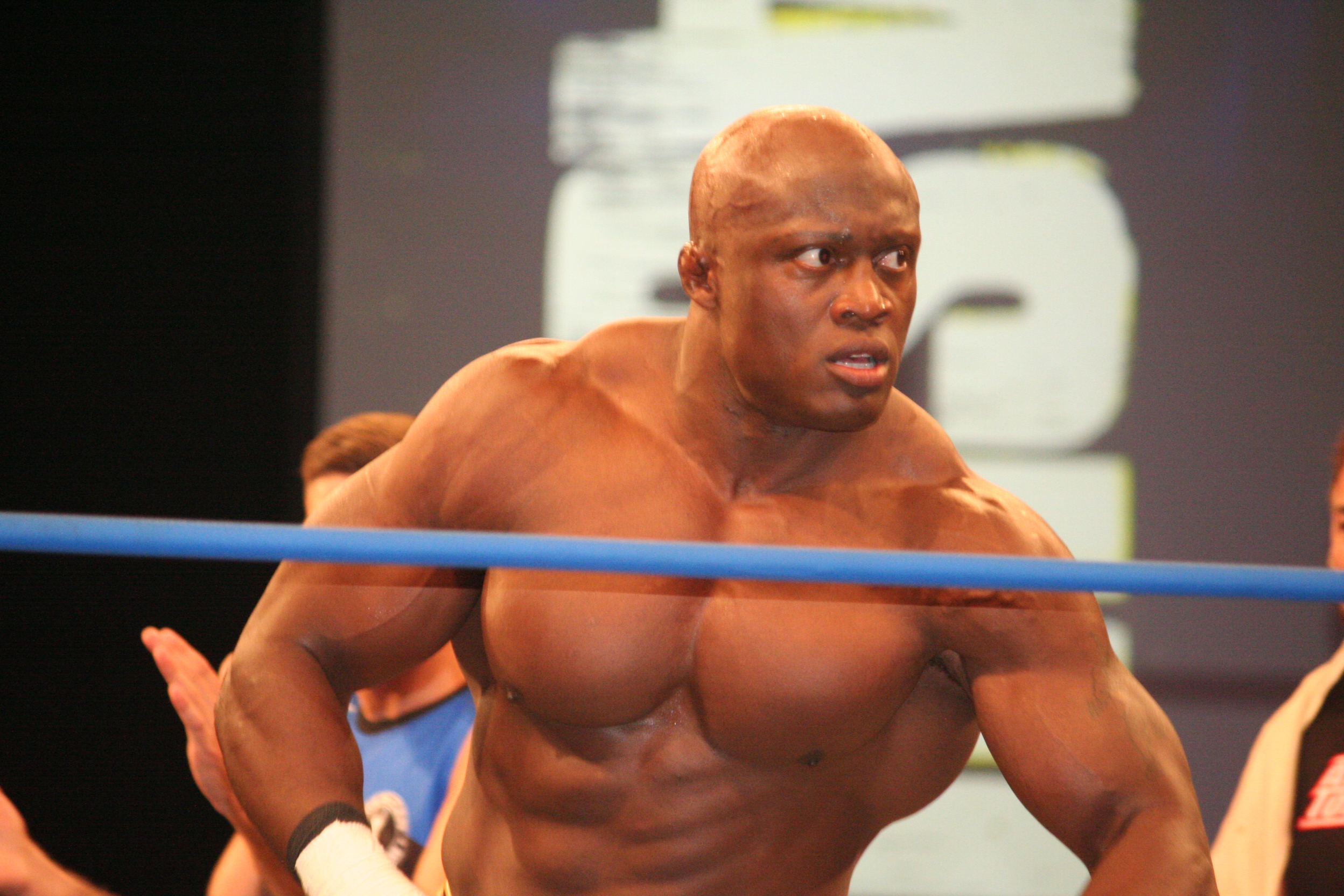
Bobby Lashley défend le Championnat de la WWE face à Drew McIntyre.

Le 21 février à Elimination Chamber, Drew McIntyre remporte le Raw's Men's Elimination Chamber match et conserve son titre de la WWE en battant tous ses opposants. Mais après le combat, Bobby Lashley l'attaque avec un Hurt Lock et il ne conserve pas sa ceinture, battu par The Miz qui utilise sa mallette sur lui, ce qui met fin à un règne de 67 jours. Le 1er mars à Raw, Bobby Lashley devient le nouveau champion de la WWE en battant The Miz par soumission dans un Lumberjack match et remporte le titre pour la première fois de sa carrière. Quatorze soirs plus tard à Raw, l'Écossais se venge du All Mighty et lui porte un Claymore Kick, ce qui fait qu'Adam Pearce organise un match entre les deux catcheurs pour la ceinture sur la plus grande scène du monde.

### Sasha Banks (c) contre Bianca Belair

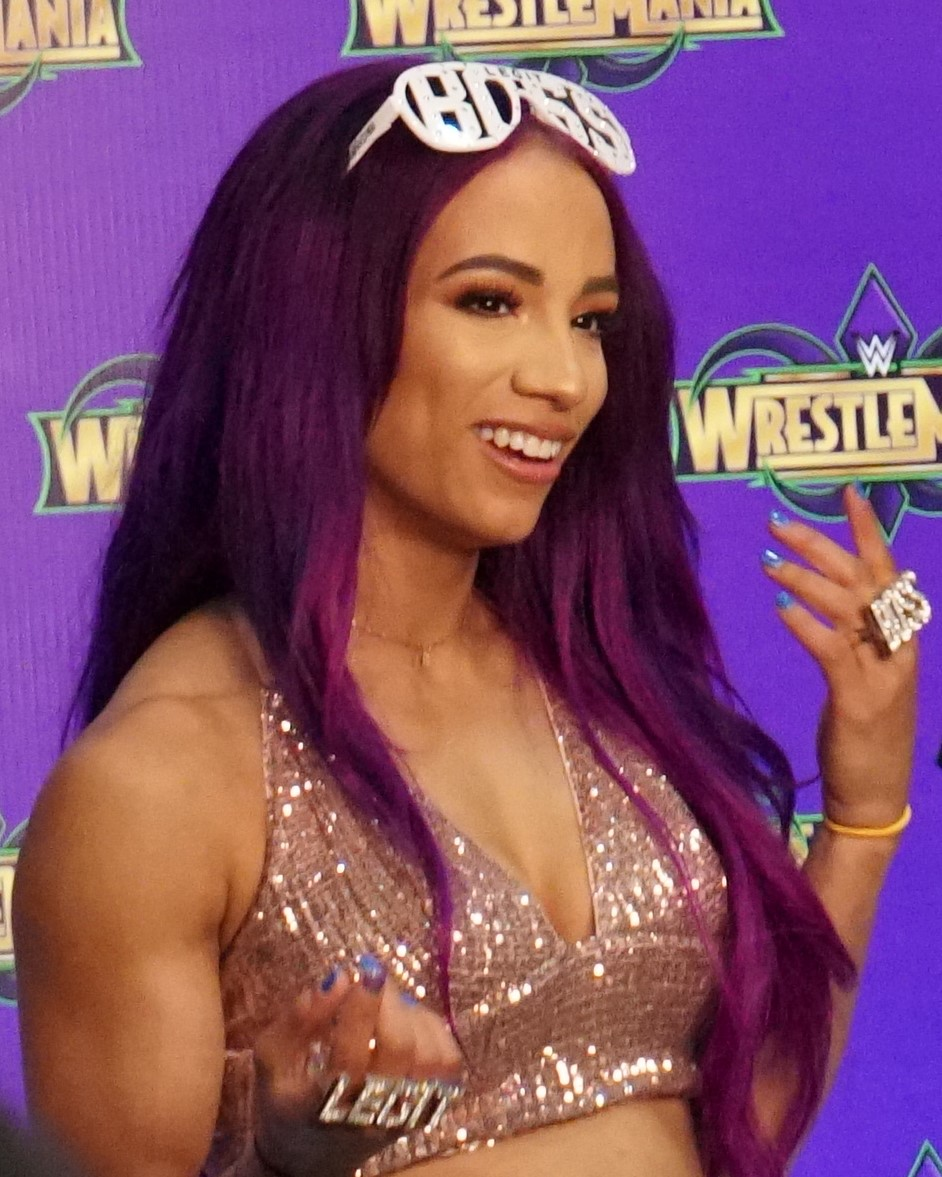
Sasha Banks défend le Championnat féminin de SmackDown face à Bianca Belair.

Le 31 janvier au Royal Rumble, Bianca Belair remporte le 30-Women Royal Rumble match. Le 26 février à SmackDown, elle choisit officiellement Sasha Banks comme adversaire.

### The FiendBray Wyatt contre Randy Orton

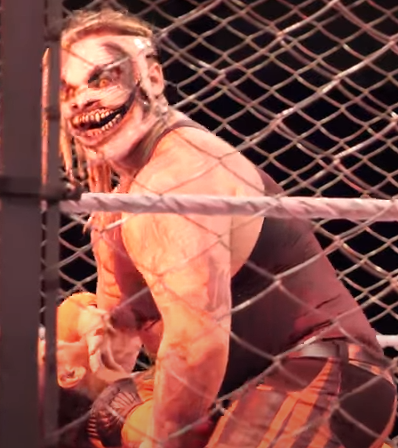
The Fiend Bray Wyatt affronte The Viper Randy Orton.

Le 20 décembre 2020 à }TLC, Randy Orton a battu The Fiend Bray Wyatt dans un Firefly Inferno match. 
Le 21 mars à Fastlane, Alexa Bliss bat The Legend Killer, aidée par le retour de son mentor. Le lendemain à Raw, le monstre se venge de ce que lui a fait subir son rival en attaquant ce dernier, puis le défie dans un match final sur la plus grande scène du monde, aidé par sa partenaire qui pointe le logo du PLE avec le doigt.

### Asuka (c) contre Rhea Ripley
Le 22 mars à Raw, Asuka bat Peyton Royce dans un match sans enjeu. Après le combat, Rhea Ripley fait ses débuts dans le show rouge, confronte la Japonaise et la défie pour sa ceinture sur la plus grande scène du monde, ce que la première accepte.

### Matt Riddle (c) contre Sheamus
Le 21 février à Elimination Chamber, Matt Riddle devient le nouveau champion des États-Unis en battant John Morrison et Bobby Lashley dans un Triple Threat match et remporte le titre pour la première fois de sa carrière. Le 29 mars à Raw, Sheamus le bat dans un match sans enjeu et devient aspirant no 1 pour la ceinture sur la plus grande scène du monde.

### Seth Rollins contre Cesaro
Dans l'épisode de SmackDown du 12 février, Seth Rollins est revenu à SmackDown, déclarant qu'il était le leader dont la division avait besoin, puis s'est attaqué Cesaro. Cela a générer des attaques et insultes entre les deux hommes durant les semaines suivantes. Lors de l'épisode du 26 mars, Rollins a défié Cesaro à un match à WrestleMania dans les coulisses, après quoi Cesaro a exécuté le Cesaro Swing sur Rollins et a accepté le défi[réf. nécessaire].

## Tableaux des matchs

### 10 avril
| Ordre par numéros                                                                         | Résultat | Stipulation(s)                                                                                       | Temps |
| ----------------------------------------------------------------------------------------- | --- | --- | ----- |
| 1                                                                                         | Bobby Lashley (c) (avec MVP) bat Drew McIntyre                                                                                         | Match simple pour le WWE Championship                                                                | 18:20 |
| 2                                                                                         | Natalya et Tamina battent The Riott Squad (Ruby Riott et Liv Morgan), Dana Brooke et Mandy Rose, Lana et Naomi, Carmella et Billie Kay | Tag Team Turmoil match Les gagnantes affronteront les championnes par équipe de la WWE le lendemain. | 14:15 |
| 3                                                                                         | Cesaro bat Seth Rollins | Match simple                                                                                         | 11:35 |
| 4                                                                                         | AJ Styles et Omos battent The New Day (Kofi Kingston et Xavier Woods) (c)                                                              | Tag Team match pour les WWE Raw Tag Team Championship                                                | 9:45  |
| 5                                                                                         | Braun Strowman bat Shane McMahon | Steel Cage Match                                                                                     | 11:25 |
| 6                                                                                         | Bad Bunny et Damian Priest battent John Morrison et The Miz                                                                            | Tag Team match                                                                                       | 15:05 |
| 7                                                                                         | Bianca Belair bat Sasha Banks (c) | Match simple pour le WWE SmackDown Women's Championship                                              | 17:15 |
| La lettre C placée entre parenthèses désigne la personne ou l’équipe championne en titre. | | |       |

### 11 avril
| Ordre par numéros                                                                         | Résultat                                                                | Stipulation(s)                                                | Temps |
| ----------------------------------------------------------------------------------------- | ----------------------------------------------------------------------- | ------------------------------------------------------------- | ----- |
| 1                                                                                         | Randy Orton bat "The Fiend" Bray Wyatt (avec Alexa Bliss)               | Match simple                                                  | 5:51  |
| 2                                                                                         | Nia Jax et Shayna Baszler (c) battent Natalya et Tamina                 | Tag Team match pour les WWE Women's Tag Team Championship     | 14:13 |
| 3                                                                                         | Kevin Owens bat Sami Zayn (avec Logan Paul)                             | Match simple                                                  | 9:20  |
| 4                                                                                         | Sheamus bat Riddle (c)                                                  | Match simple pour le WWE United States Championship           | 10:56 |
| 5                                                                                         | Apollo Crews bat Big E (c)                                              | Nigerian Drum Fight pour le WWE Intercontinental Championship | 6:51  |
| 6                                                                                         | Rhea Ripley bat Asuka (c)                                               | Match simple pour le WWE Raw Women's Championship             | 13:30 |
| 7                                                                                         | Roman Reigns (c) (avec Jey Uso et Paul Heyman) bat Edge et Daniel Bryan | Triple Threat match pour le WWE Universal Championship        | 21:42 |
| La lettre C placée entre parenthèses désigne la personne ou l’équipe championne en titre. |                                                                         |                                                               |       |

## Accueils et réceptions
Après la défaite de The Fiend contre Randy Orton lors de l'événement, diverses personnalités comme Daniel Cormier de l'UFC , John Cena Sr., Booker T , Erick Rowan , et Mark Madden ont montré soutien à Bray Wyatt et a critiqué son traitement de la part de la WWE,,.
Dave Meltzer du Wrestling Observer Newsletter a attribué 4 étoiles à Cesaro contre Seth Rollins et Bianca Belair contre Sasha Banks, les matchs les mieux notés de la première nuit. Le match le mieux noté de la nuit 2 était le triple threat match de l'événement principal, qui a reçu 4,5 étoiles sur 5. Asuka contre Rhea Ripley a reçu 3,75 étoiles sur 5, le match pour le titre américain a reçu 4 étoiles sur 5 et le match pour le titre intercontinental a reçu 3 étoiles sur 5. Wyatt contre Orton a reçu des critiques et une note de -1 étoiles, ce qui en fait le match le moins bien noté des deux nuits.
Selon la WWE, l'événement a accumulé un nombre record de 1,1 milliard de vues vidéo sur ses différents canaux vidéo et de médias sociaux, soit une augmentation de 14 % d'une année sur l'autre. Le contenu de la WWE a également suscité un engagement record de 115 millions sur les réseaux sociaux au cours de la semaine de WrestleMania, soit une augmentation de 102 %. De plus, les ventes de marchandises sur place seraient les plus élevées par habitant de l'histoire de la WWE.